# Powszechne Towarzystwo Emerytalne Warta
Powszechne Towarzystwo Emerytalne WARTA S.A. – powszechne towarzystwo emerytalne z siedzibą w Warszawie, działające w latach 1998–2015, do 2008 roku działające pod nazwą PTE „DOM” S.A. W latach 1998–2014 zarządzało Otwartym Funduszem Emerytalnym Warta, do 2008 roku działającego pod nazwą OFE „DOM”.

## Opis
PTE „DOM” S.A. zostało założone przez TUiR Warta S.A. i Citibank (Poland) S.A. i rozpoczęło swoją działalność na podstawie zezwolenia Komisji Nadzoru nad Funduszami Emerytalnymi (obecnie Komisja Nadzoru Finansowego) z dnia 20 listopada 1998 roku. W roku 2000 Citibank (POLAND) S.A. sprzedał wszystkie posiadane przez siebie akcje PTE „DOM” S.A., spółce Kulczyk Holding S.A. z uwagi na ograniczenia prawne dotyczące możliwości posiadania akcji wyłącznie w jednym PTE. W wyniku transakcji nabycia akcji Kulczyk Holding S.A. przez TUiR Warta S.A. 7 grudnia 2004 roku, Warta stała się jedynym akcjonariuszem PTE Warta S.A.
W 2005 roku grupa KBC będąca właścicielem TUiR Warta S.A. podpisała umowę warunkową z Winthertur PTE S.A. (od 2006 r. pod nazwą PTE AXA S.A.) dotyczącą przejęcia zarządzania OFE „DOM”. Transakcja ta nie doszła jednak do skutku z uwagi na brak zgody KNUiFE na tę transakcję, a umowa warunkowa wygasła w 2007 r.
W 2008 roku zmianie uległa nazwa PTE i zarządzanego przez nie OFE na, odpowiednio, PTE Warta S.A. i OFE Warta, a identyfikacja wizualna została ujednolicona z pozostałymi podmiotami z grupy KBC w Polsce.
W 2012 roku grupa KBC sprzedała większość swoich aktywów ubezpieczeniowych w Polsce, w tym TUiR Warta S.A. Transakcja ta nie obejmowała jednak PTE, wskutek czego 100% akcji towarzystwa emerytalnego zostało przejęte od Warty przez belgijską grupę kapitałową.
W 2013 roku ogłoszono podpisanie umowy warunkowej przejęcia OFE Warta przez PTE Allianz S.A., a transakcja doszła do skutku rok później w wyniku uzyskania zgody KNF.
W 2015 roku zakończyła się likwidacja PTE Warta S.A.